# Honda NSX
La Honda NSX o Acura NSX (in Nord America) è un'auto sportiva prodotta dalla casa automobilistica giapponese Honda dal 1990 al 2005.

## Il contesto
Nel 1984 la Honda commissionò al designer automobilistico italiano Pininfarina la progettazione della HP-X (Honda Pininfarina eXperimental), che montava un motore centrale 2.0 litri V6.
In seguito la Honda decise di proseguire attivamente il progetto, così la HP-X concept car evolse in NS-X (New Sportcar eXperimental). Lo sviluppo del prototipo NS-X e la successiva produzione in serie fu guidato dal capo designer esecutivo Ken Okuyama e dal capo ingegnere Shigeru Uehara, che in seguito fu posto a capo del progetto Honda S2000. La presentazione ufficiale avvenne al Salone di Chicago del
febbraio 1989, ma il lancio sul mercato vi fu soltanto ad un anno di distanza.
L'obiettivo iniziale per la NS-X era di avvicinarsi alle prestazioni delle blasonate sportive europee e di avvicinarsi anche nello stile estetico in particolar modo alle italiane.

## Innovazioni tecniche
La NS-X doveva mostrare molte delle soluzioni tecniche provenienti dal programma Motorsport della Honda. È stata la prima auto di produzione con soluzioni tecniche innovative: il telaio, le sospensioni e il corpo vettura interamente ricavati dall'alluminio con altre leghe esotiche. Tra corpo vettura e sospensioni, l'alluminio permise di risparmiare più di 220 kg di peso rispetto al suo equivalente in acciaio, e di mantenere i cambiamenti degli angoli caratteristici a un valore prossimo allo zero. Tra le altre innovazioni tecniche, le bielle del motore in titanio, per consentire il funzionamento ad alti giri, il sistema VTEC (brevetto Honda), un sistema di servosterzo elettrico, un ABS a quattro canali indipendenti, e nel 1995, il primo controllo elettronico della valvola a farfalla.
La Honda investì una grande quantità di tempo e fondi per sviluppare la NS-X. Dopo aver studiato lo stile Ferrari, Lamborghini e le prestazioni delle più arrivabili Porsche, gli ingegneri progettarono la NS-X alla ricerca del perfetto equilibrio tra potenza utilizzabile e affidabilità. Per questo motivo produssero un potente motore aspirato VTEC. Ma la principale risorsa della Honda fu il pilota Ayrton Senna (con cui aveva vinto tre dei suoi campionati di Formula 1) che convinse la Honda a irrigidire il telaio dato che risultò non soddisfacente.
L'auto fece la sua prima apparizione in pubblico come NS-X al salone dell'auto di Chicago nel febbraio 1989 e al Motor Show di Tokyo nel mese di ottobre 1989. Prima della produzione finale, il nome venne cambiato da NS-X a NSX. L'auto fu venduta con il marchio Honda in Giappone nel 1990, e l'anno successivo anche in Nord America e Hong Kong sotto il marchio Acura.

## Il design

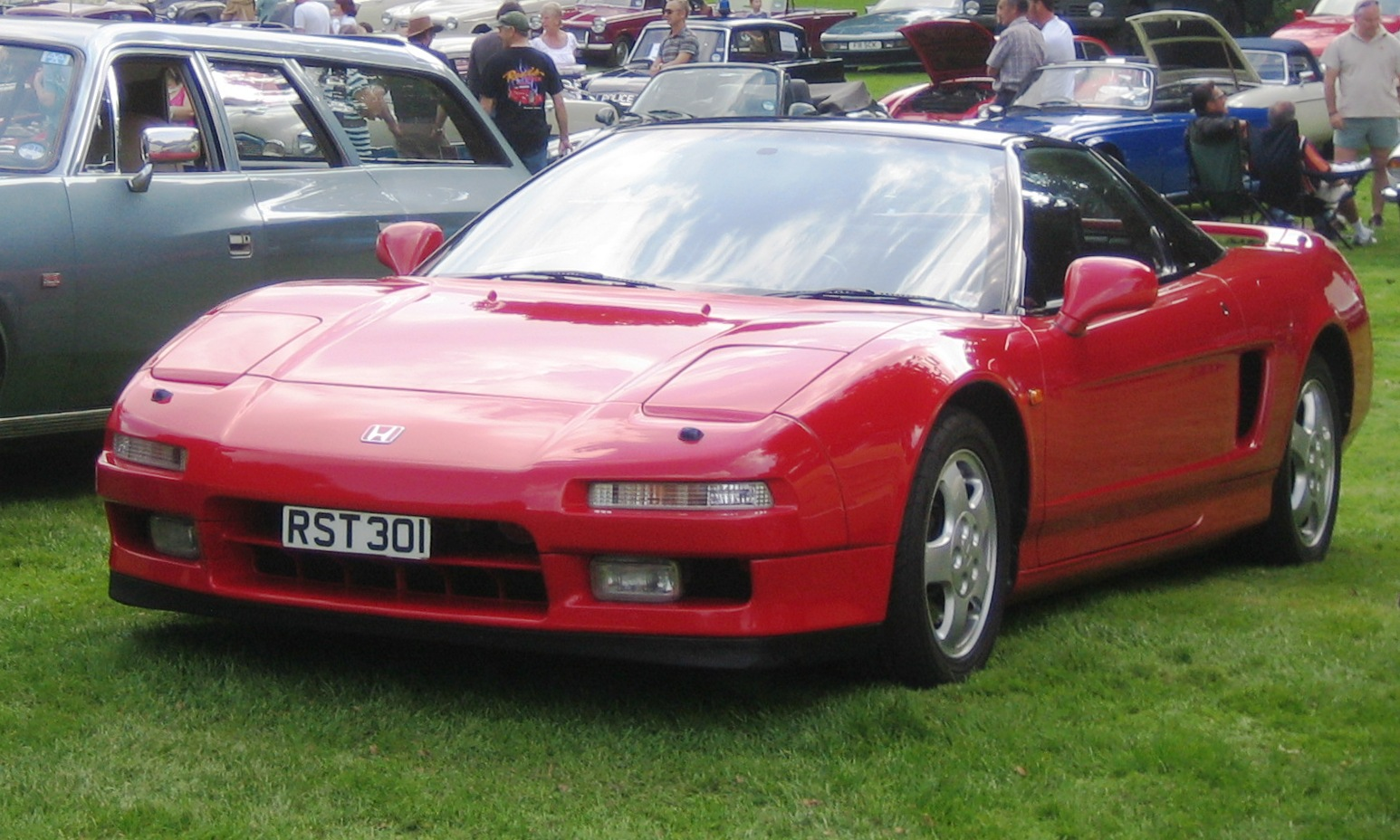
Honda NSX prima serie

Alla sua uscita nel 1990, il design della NSX era in anticipo sui tempi. Con solo 1170 mm di altezza (solo 141 mm più alta della Ford GT40) l'auto mostrava perfettamente le capacità tecniche della Honda. Il design della carrozzeria, inoltre, fu specificatamente studiato da Okuyama e Uehara dopo aver visto e studiato la visibilità a 360° all'interno di un cockpit del jet da combattimento F-16. Le conoscenze acquisite dal costruttore giapponese sulla pista e nelle competizioni risultarono nel telaio monoscocca in alluminio ultra leggero e ultra rigido, insieme alle sospensioni in alluminio a quadrilateri deformabili con doppio braccio oscillante trasversale e forcelle forgiate, collegate a delle ruote in lega forgiata. Era inoltre la prima auto che montava un motore con bielle in titanio, pistoni forgiati e con una grande capacità di raggiungere alti regimi (il limitatore era posto a 8000 giri/minuto); tutte caratteristiche di solito associate ad auto da competizione.
A partire dal suo processo di verniciatura unico in ventitré fasi, fra cui un rivestimento cromato per proteggere chimicamente la carrozzeria in alluminio e uno strato di vernice ad acqua per ottenere un colore più vivo e una migliore finitura superficiale, la NSX è considerata ancora come una delle più affidabili supercar esotiche mai prodotte.

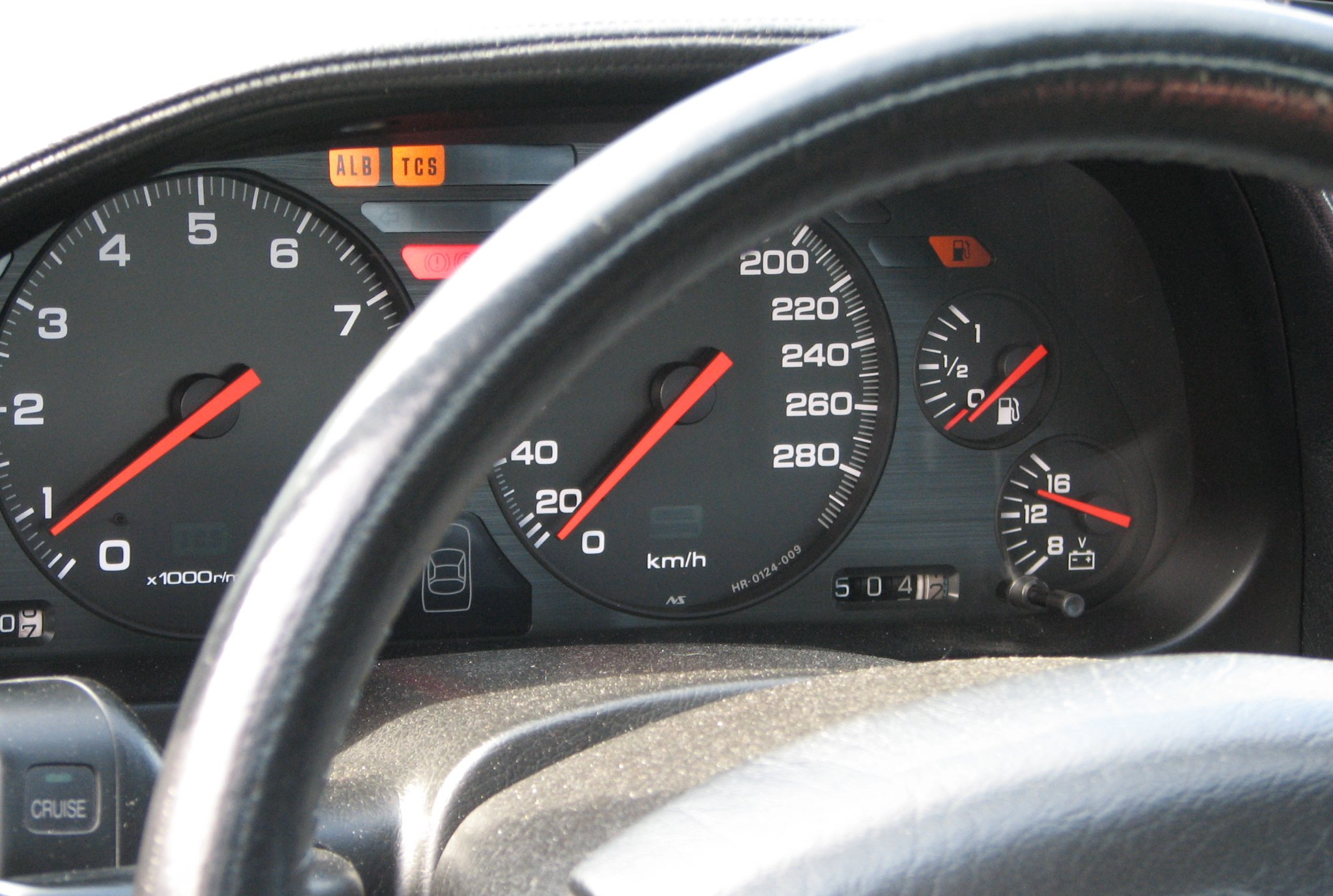
Dettaglio del cruscotto di una NSX destinata per il mercato europeo.

La grande rigidità del telaio e il comportamento in curva sono i risultati delle indicazioni date da Senna al capo ingegnere durante i test di sviluppo della NSX al circuito di Suzuka durante le fasi finali di sviluppo. La NSX fu inizialmente assemblata appositamente al Takanezawa R & S Plant nella prefettura di Tochigi dal 1989 all'inizio del 2004, quando fu trasferito a Suzuka tutto l'impianto per il resto della sua vita produttiva. Le vetture venivano assemblate da circa duecento persone scelte tra il miglior personale della Honda prelevato da altri impianti per seguire appositamente il progetto NSX.
Una delle prime prove della stampa specializzata coinvolse una NSX con il motore 3.0L leggero da 270 CV (200 kW) che fece registrare 5,03 secondi per lo 0–100 km/h e 13,47 secondi per il quarto di miglio (400 metri).
La rivista Wheels Magazine premiò la NSX con il premio "Auto dell'anno 1991" e lo stesso anno la rivista statunitense Automobile Magazine premiò la NSX col marchio Acura nominandola "Automobile dell'anno".

### Prima generazione della NSX-R

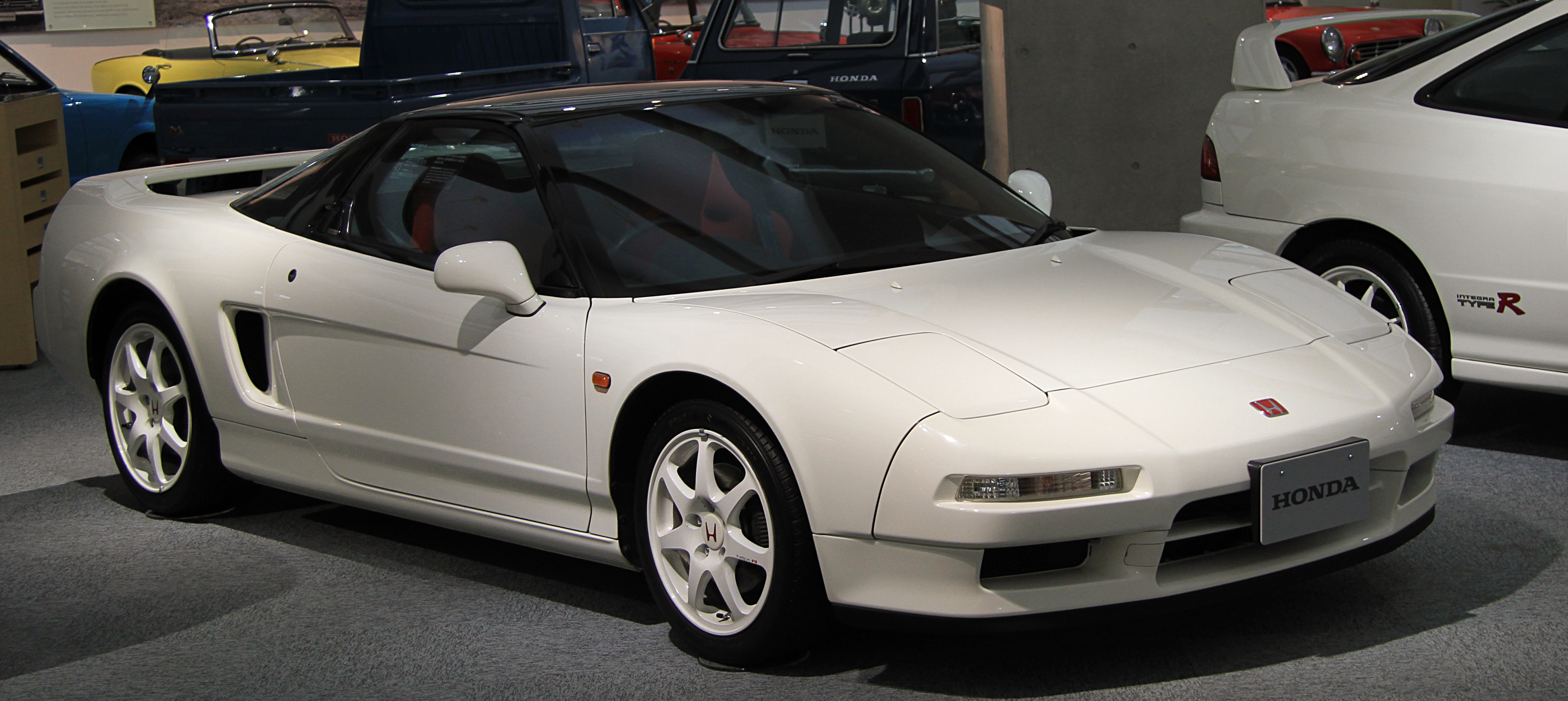
La Honda NSX Type R

Per fare della NSX un'auto sportiva di classe, gli ingegneri dovettero scendere a compromessi per assicurare un equilibrio fra sportività e usabilità quotidiana. Per la clientela particolarmente esigente in quanto a prestazioni, Honda decise di impiegare il suo team di ingegneri, che si erano occupati di precedenti modelli siglati "Type R", per produrre una versione appositamente modificata per raggiungere prestazioni elevate in pista, seppur a scapito della comodità d'uso. Nacque così la NSX Type R, o NSX-R.

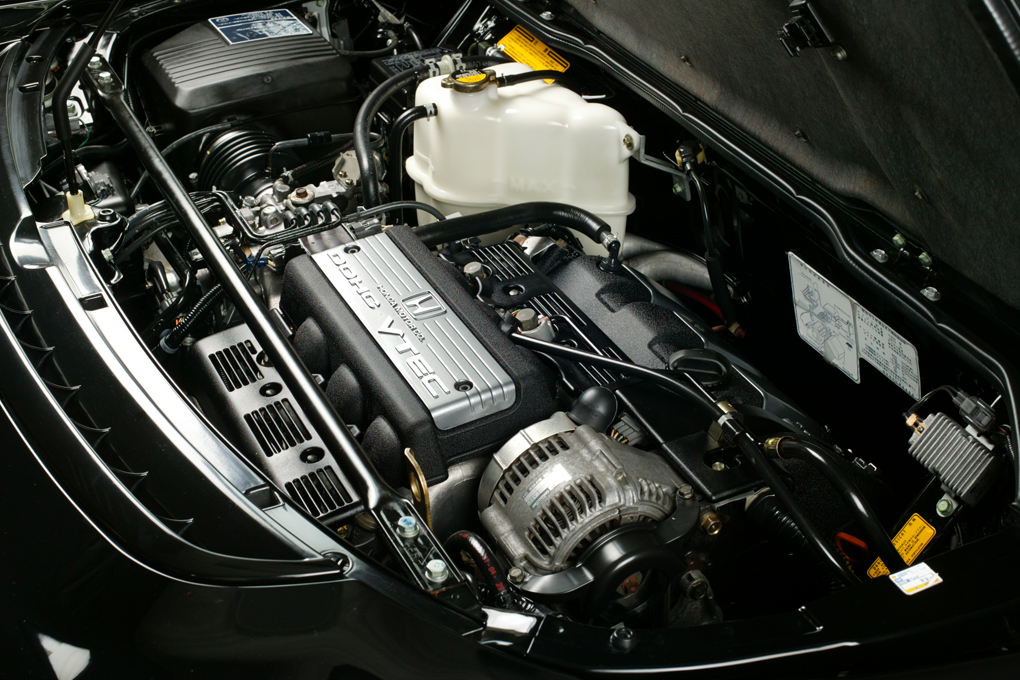
Dettaglio del motore Honda C30B montato su una NSX

Gli ingegneri iniziarono così un aggressivo programma di alleggerimento partendo dalla NSX standard: l'impianto di insonorizzazione, il sistema audio, e l'intero sistema di condizionamento d'aria furono rimossi, e i sedili in pelle sostituiti da sedili da corsa realizzati in fibra di carbonio appositamente da Recaro. Le ruote in lega di serie furono sostituite con ruote in alluminio forgiato prodotte dalla Enkei, riducendo così le masse non sospese della vettura. Nel complesso la Honda riuscì a togliere circa 120 kg di peso, dando alla NSX-R un peso finale di 1230 kg.
La Honda dovette anche ridisegnare interamente il sistema delle sospensioni per cercare di eliminare un principio di sovrasterzo che poteva verificarsi in curva ad alta velocità, causato dal posizionamento centrale del motore. La NSX standard aveva molle rigide al posteriore e morbide all'anteriore. In fase di decelerazione su una entrata in curva effettuata duramente, le molle morbide permettevano un maggior trasferimento di carico all'anteriore, migliorando il grip delle ruote anteriori e quindi la risposta dello sterzo. Tuttavia questo fenomeno scaricava tutto il peso dall'asse posteriore, facendo perdere aderenza alle ruote posteriori. Il risultato era una netta tendenza al sovrasterzo, che può portare a pendoli o a derapate. Per la NSX-R, la Honda invertì la tendenza mettendo molle più rigide alle sospensioni anteriori, impedendo il massiccio trasferimento di peso sull'anteriore in seguito a una brusca frenata e permettendo alle gomme posteriori di rimanere saldamente in traiettoria. Tuttavia, diminuendo il carico sull'anteriore, il grip anteriore venne ridotto, ottenendo l'effetto negativo di aumentare la tendenza sottosterzo della vettura. Questo richiedeva una gestione più attenta da parte del pilota. Nel complesso la NSX-R utilizzava molle molto più rigide rispetto alla NSX standard. La NSX standard aveva 3,0 kg/mm all'anteriore e 4,0 kg/mm al posteriore, mentre la NSX-R 8,0 kg/mm all'anteriore e 5,7 kg/mm al posteriore. La Honda aumentò anche il rapporto della marcia finale fino a 4.235:1 mediante un pignone modificato.
A partire dal 1992, la Honda ha prodotto un numero limitato di 483 NSX-R, esclusivamente per il mercato giapponese (JDM). L'aria condizionata e l'impianto stereo sono stati resi disponibili con l'equipaggiamento Premium, come optional a caro prezzo. La produzione terminò nel 1995.

### NSX-T
Nel 1995 venne commercializzata in Giappone la NSX-T con un tetto targa come speciale opzione in ordinazione. In Nord America la NSX-T sostituì completamente la coupé standard, in quanto unica versione disponibile, a eccezione della NSX Zanardi Edition nel 1999 e una manciata di ordini speciali post 1997/pre 2002 coupé 3,2 litri. Il tetto rimovibile ridusse la rigidità del telaio e rese necessaria l'aggiunta di rinforzi strutturali dal peso di 45 kg. In aggiunta a questo importante cambiamento, le sospensioni vennero ammorbidite per migliorare il comfort di guida e ridurre l'usura degli pneumatici, a spese del trattamento finale. Con questa versione si rese disponibile il servosterzo elettrico anche sulle NSX con trasmissione manuale, fino ad allora presente solamente nelle versioni con cambio automatico.

### Acura NSX-T
Nel 1996 venne lanciata sul mercato statunitense la NSX-T con marchio Acura. Essa era identica alla versione giapponese in ogni dettaglio.

### Le modifiche del 1997
Il 1997 portò i cambiamenti più evidenti nella prima generazione della NSX. La cilindrata del motore aumentò da 3,0 litri a 3,2 litri, utilizzando una sottile fibra di metallo rinforzato nelle canne dei cilindri. Questa revisione diede al motore 3,2 litri C32B maggiore potenza: da 277 CV a 280 CV, mentre la coppia aumentò da 285 N·m a 305 Nm. La versione con il cambio automatico a quattro velocità continuò a utilizzare il motore 3,0 litri. Un altro grande cambiamento fu l'adozione di un cambio manuale a sei marce. Con questa maggiore potenza il tempo per lo 0 a 100 km/h viene abbassato da 5,2 a 4,5 secondi. Inoltre, il diametro dei dischi freno passò da 280 mm a 298 mm, il che richiese l'adozione di ruote maggiorate e pneumatici più larghi.

### NSX Type S (NSX-S) e S-Zero

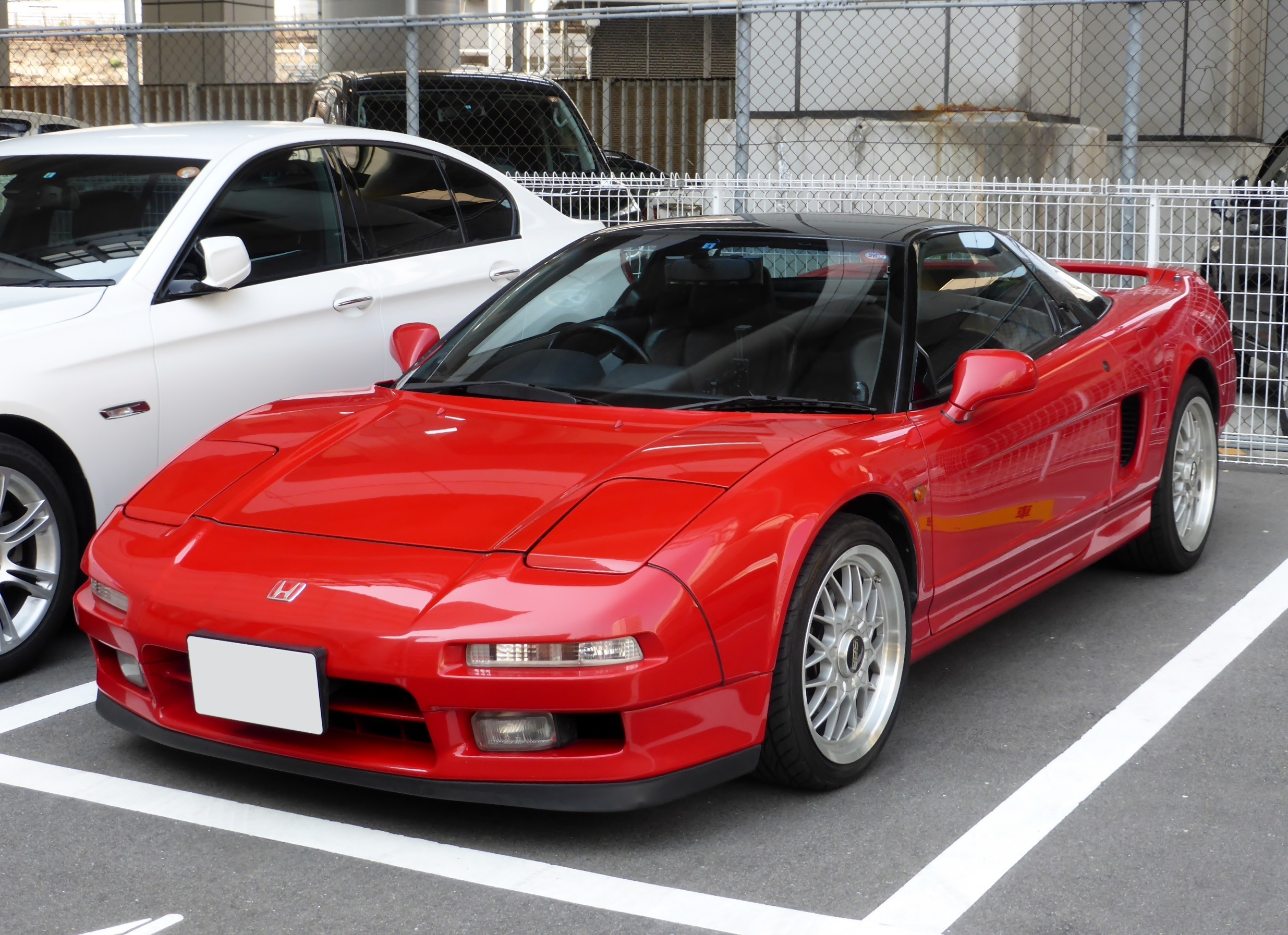
Honda NSX 3.0 Type S

Oltre alla versione con cilindrata maggiorata, il mercato giapponese vide altre due versioni esclusive: la NSX Type-S (NSX-S) e la NSX Type-S Zero (NSX-S Zero) dal peso rispettivamente di 1320 kg e di 1280 kg. Entrambe avevano sospensioni più rigide rispetto alla normale NSX. A differenza della Type-S standard la Type-S Zero non offriva gli impianti stereo, di climatizzazione e di navigazione come optional.

### NSX Zanardi Edition
Prodotta esclusivamente per gli Stati Uniti, la NSX Alex Zanardi Edition venne introdotta nel 1999 per ricordare i due campionati vinti da Alex Zanardi in CART Champ Car con la Honda / Acura nel 1997 e nel 1998. Furono costruiti 51 esemplari, disponibili solo nel colore New Formula Red, lo stesso della vettura Champ Car che Zanardi guidò per il Chip Ganassi Racing.
La Zanardi Edition è simile a quella del mercato giapponese NSX Type-S. Le differenze visibili tra la Zanardi Edition e la Type-S sono la guida a destra, i sedili in pelle scamosciata nera con cuciture rosse, il volante Acura con airbag, una placca in alluminio con logo "Acura" inciso, la firma Zanardi, e un numero di serie sulla paratia posteriore.
La Zanardi Numero 0 era la macchina riservata alla stampa e apparsa in mostra in tutto il Paese. In un test effettuato nel numero di giugno 1999 della rivista Road and Track, l'NSX Zanardi Edition si classificò al secondo posto contro la Dodge Viper GTS-R, la Lotus Esprit, la Porsche 911 Carrera 4, la Ferrari F355 Spider (all'epoca il modello meno prestazionale del cavallino), e la Chevrolet Corvette C5 Coupe.

### Il restyling della NSX per tutto il mondo

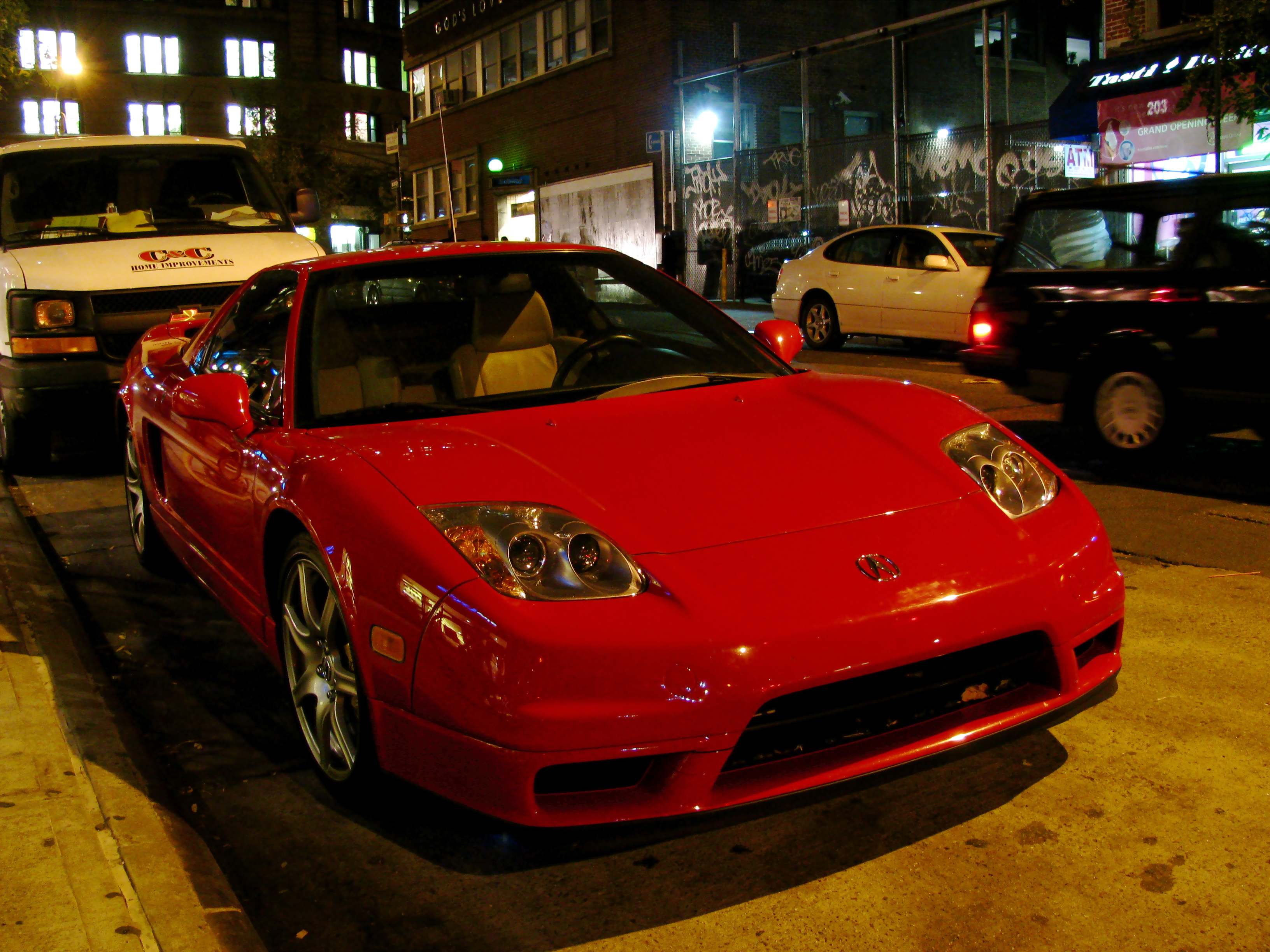
Honda NSX seconda serie

Fino al 2002 la NSX ricevette solo lievi modifiche rispetto al design originale. Per il nuovo millennio invece la Honda sostituì i fari a scomparsa con fari fissi allo Xeno HID e nuovi pneumatici posteriori più larghi per complementare la revisione delle sospensioni. La linea è stata resa più pulita in modo tale da incrementare la velocità massima a 281 km/h. Gli interni furono abbelliti con numerosi inserti in pelle e si resero inoltre disponibili nuovi colori (Long Beach Blue Pearl e Imola Orange Pearl) e nuovi cambi. Il restyling venne esteso anche alle NSX prodotte dalla Acura.

### Seconda generazione della NSX-R
La seconda generazione della NSX-R fu presentata nel 2002 e commercializzata esclusivamente sul mercato giapponese. Come per la prima NSX-R, la riduzione di peso è stato l'obiettivo primario per il miglioramento delle prestazioni. Invece di sviluppare una NSX di serie del 2002, gli ingegneri decisero di utilizzare la NSX pre-restyling a causa della sua maggiore leggerezza e robustezza. La fibra di carbonio venne impiegata estensivamente in molti componenti dell'auto, inclusi il cofano e un largo e molto aggressivo alettone posteriore. Vennero inoltre replicate le tecniche di riduzione del peso utilizzate nella prima generazione di NSX-R, inclusa la rimozione dell'isolamento acustico e degli impianti audio e di climatizzazione. Fu utilizzato un singolo pezzo di lamiera per dividere l'abitacolo dal posteriore, come anche i sedili da corsa in carbonio e kevlar prodotti dalla Recaro. Infine vennero impiegate ruote più grandi e ancora più leggere. Tutti questi accorgimenti alleggerirono di 100 kg la NSX-R, portandola a un peso complessivo a 1270 kg.

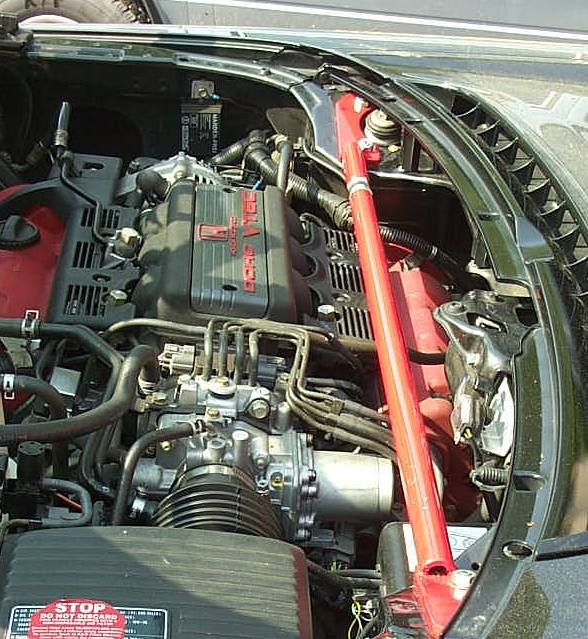
Motore da 3,2 litri di una Honda NSX del 1998

I motore 3.2L DOHC V6 venivano assemblati a mano da tecnici specializzati utilizzando tecniche normalmente riservate ai programmi di corse. Tutti i principali componenti mobili (pistoni, bielle e l'albero motore) venivano pesati e costruiti in modo da levare tutto il peso superfluo, permettendo di ottenere una significativa riduzione delle perdite di potenza derivate da attriti e da inerzie non bilanciate. Tali accorgimenti rendevano il motore più potente, con un regime massimo più elevato e con un'eccellente risposta all'acceleratore. Ufficialmente la Honda sostenne che la nuova NSX-R sviluppava 290 CV, come la NSX standard. La stampa automobilistica affermò che la potenza effettiva fosse di 320 CV.
Il rapporto della marcia finale venne aumentato portandolo a 4.235:1 e pignone modificato rispetto alla NSX di serie. Ciò ebbe l'effetto di aumentare la coppia, a scapito di una minore velocità massima in ogni marcia. La frizione a disco singolo, di serie sulla NSX, venne sostituita con una a doppio disco simile a quella trovata nella NSX degli anni 1991-1996.

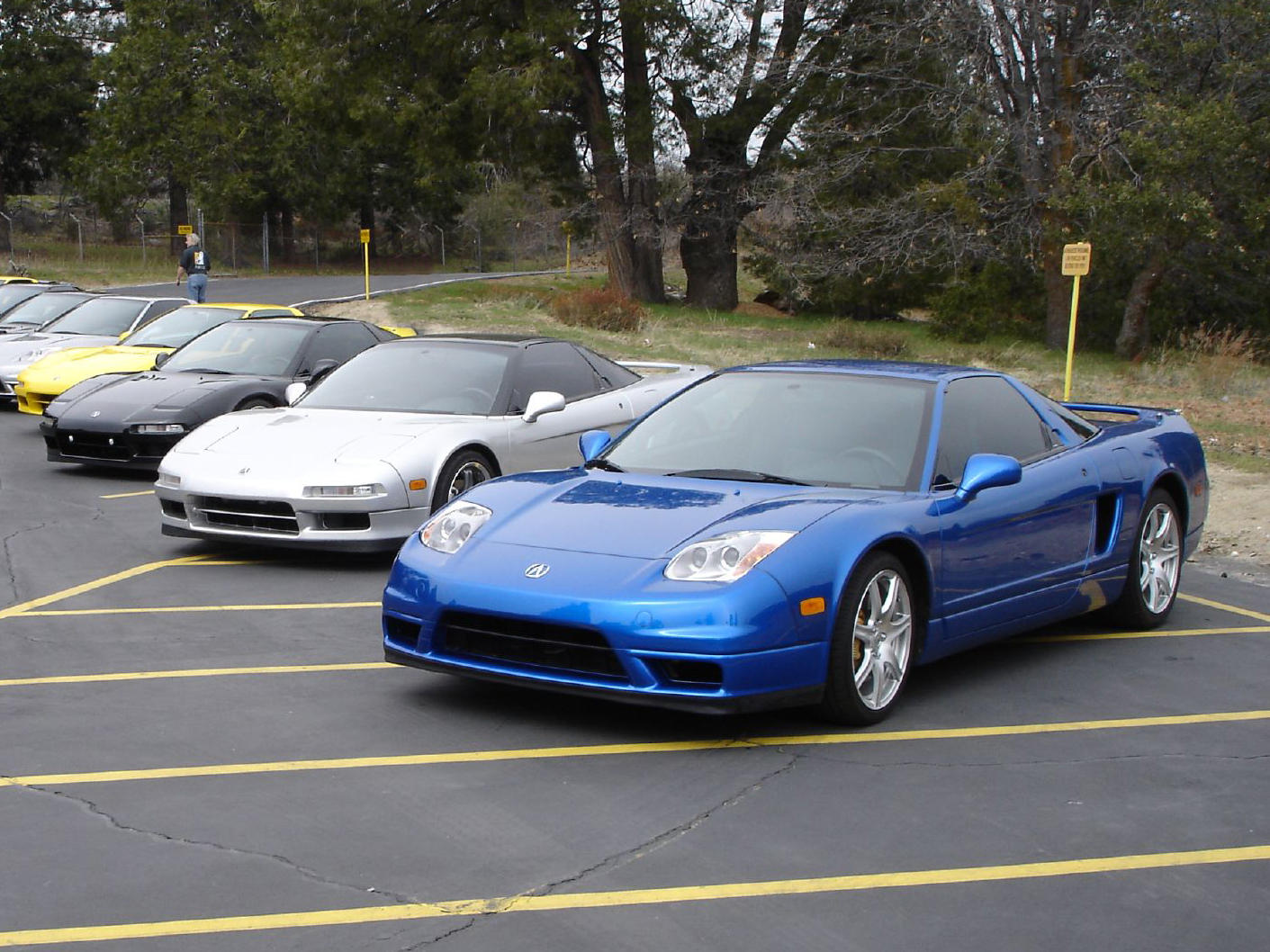
Da destra a sinistra, in ordine cronologico a confronto le varie generazioni della NSX

Le sospensioni ebbero una nuova taratura per un maggiore uso anche su strada. Venne aggiunta una barra anti-rollio più spessa all'anteriore e dei supporti in alluminio per irrigidire il telaio anteriore. A differenza della NSX standard, che montava molle più rigide al posteriore, la NSX-R montava delle molle più rigide all'anteriore per evitare un eccessivo trasferimento di carico all'anteriore in frenata e in ingresso in curva. La taratura complessiva delle molle della NSX-R (10,4 kg/mm anteriore, 8,3 kg/mm posteriore) è molto più rigida della NSX standard (3,5 kg/mm anteriore, 3,0 kg/mm posteriore).
Per completare gli adeguamenti dell'assetto, gli ingegneri della Honda apportarono delle modifiche aerodinamiche aggiungendo pannelli al fondo-scocca abbinati a prese d'aria e a un diffusore posteriore che creava maggiore deportanza. Il risultato di queste piccole modifiche aerodinamiche e adeguamenti delle sospensioni fu che la seconda generazione della NSX-R era più facile da guidare su strada. La vettura era stabile, con meno tendenza al sovrasterzo, e in ultima analisi, raggiungeva una velocità maggiore in curva, abbassando i tempi sul giro rispetto ad una normale NSX.
Il risultato profuso nel progettare la nuova NSX-R fu un'auto capace di gareggiare in pista con i più nuovi modelli sportivi mantenendo un design invariato a quello di 15 anni prima. Nel 2003, il pilota e test-driver Motoharu Kurosawa ottenne un tempo di 7 minuti e 56 secondi sul circuito del Nürburgring (anello nord), pari a quello di una Ferrari 360 Challenge Stradale, pur essendo meno potente di circa 100 CV e più pesante di 100 kg.
Nonostante le prestazioni, la NSX-R è stata criticata dalla stampa automobilistica, che ha definito la vettura come «troppo poco e troppo tardi» per un modello che era già in declino. I critici hanno rinfacciato alla Honda la sua scelta di non progettare una NSX totalmente nuova ma di aver riciclato la normale NSX con qualche riduzione di peso e alcune modifiche aerodinamiche. La NSX-R venne presto considerata sottopotenziata e in sovrapprezzo.

### NSX-R GT
Dopo l'uscita della seconda generazione, la Honda sviluppò un'edizione limitata più agile, più reattiva e veloce, chiamata NSX-R GT, con l'intento di soddisfare i requisiti di omologazione delle auto da corsa nel campionato Super GT, i quali obbligavano il costruttore a fabbricare e vendere almeno cinque vetture derivate strettamente dall'auto da corsa omologata però per circolare su strada. La NSX-R GT venne prodotta in soli cinque esemplari.

### Seconda Generazione dellaNSX-S

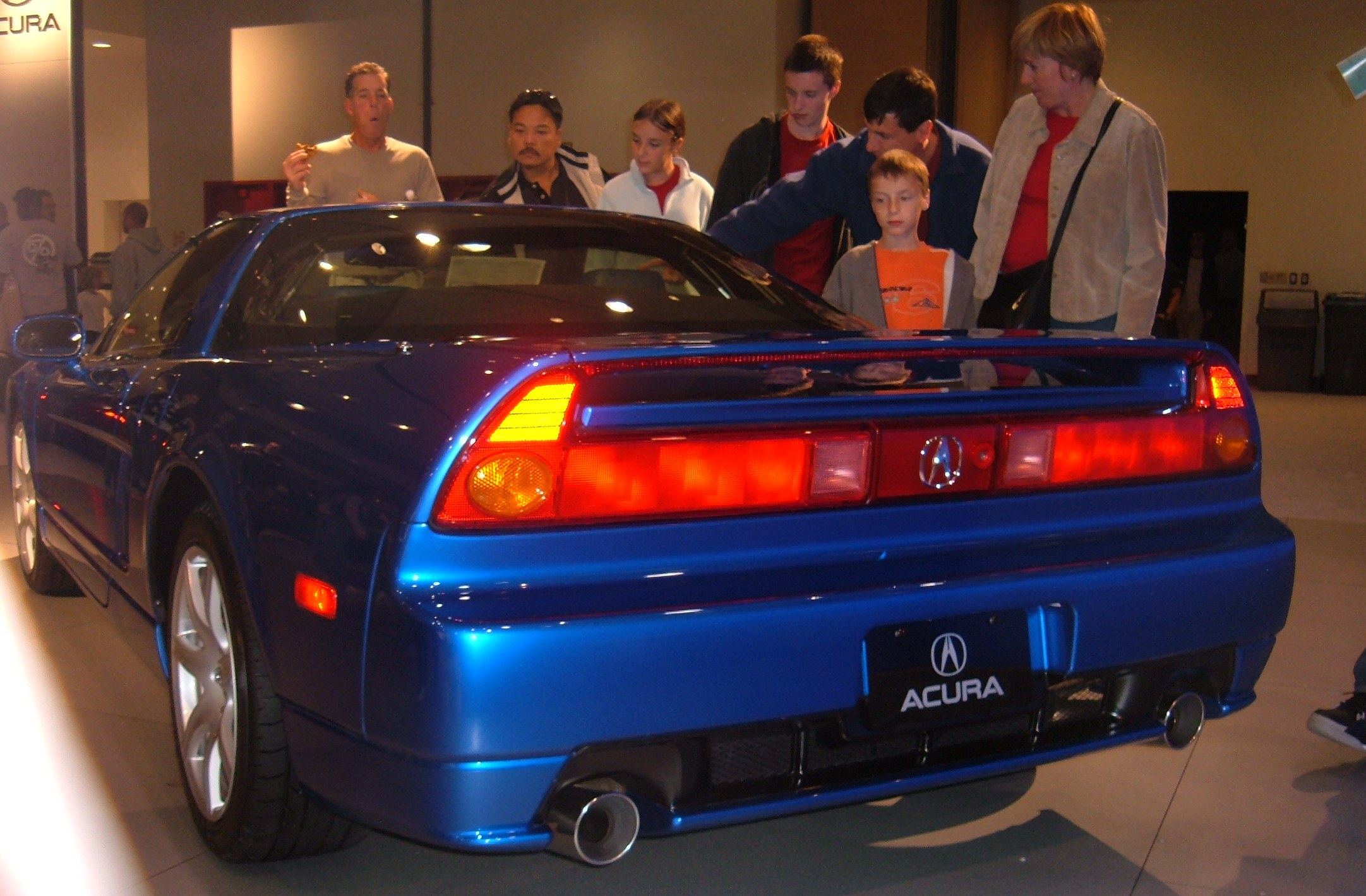
Posteriore di una Acura NSX del 2004

La seconda generazione della NSX-S fu venduta esclusivamente in Giappone, con le modifiche alla carrozzeria e un peso di 1320 kg.

### Uscita di produzione
All'inizio del 2005, le vendite del modello ammontavano a poche centinaia di unità in tutto il mondo. La Honda ritenne allora che non fosse economicamente conveniente continuare produrre la NSX, considerando l'alto costo di produzione e il crescente interesse verso la produzione di un motore V10 più potente con prestazioni alla pari della concorrenza europea. Nel luglio 2005 la Honda annunciò ufficialmente l'uscita di produzione della NSX.

## La rinascita

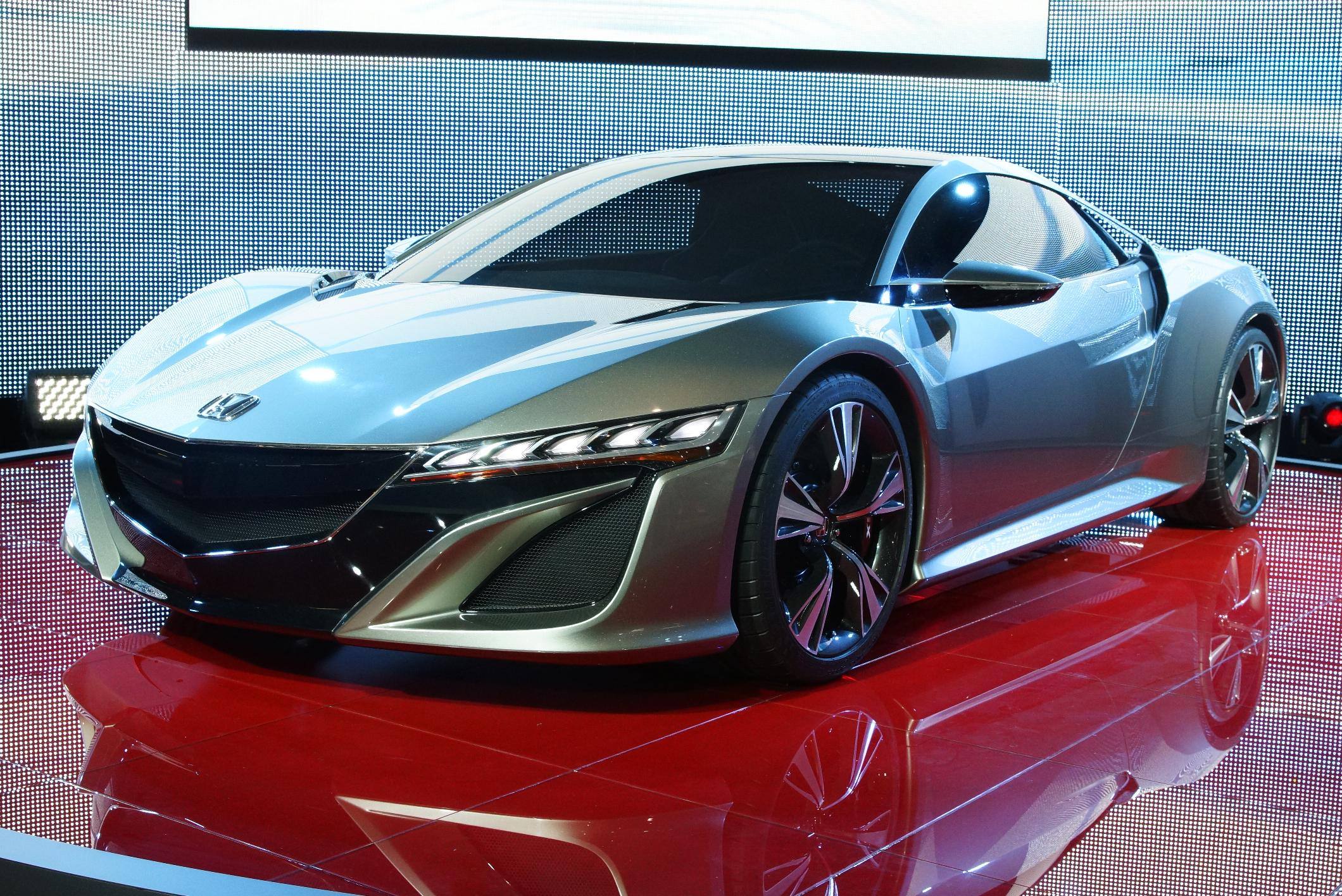
Honda NSX Concept del 2012

Nel 2012 è stato annunciato il ritorno sul mercato della NSX. Presso il North American International Auto Show è stato infatti mostrata una concept car che ne anticipa le linee. La produzione è a marchio Acura per il mercato americano, mentre per il mercato europeo è a marchio Honda. Lo sviluppo è stato affidato alla Honda R&D Americals. La vettura viene costruita a partire dal 2016 nella fabbrica di Merysville, nello stato dell'Ohio.
Tra le novità introdotte vi è lo sfruttamento del sistema Sport Hybrid SH-AWD per la gestione dell'applicazione della coppia del sistema propulsivo ibrido della vettura, costituito da un propulsore 3.5 V6 VTEC e da due unità elettriche, che generano complessivamente una potenza massima di 573 CV, ed è capace di una velocità massima di 305 km/h e di una accelerazione 0-100 pari a 2,9 secondi. Per risparmiare peso, l'intero veicolo è stato costruito in materiali leggeri.

## Contributi per la NSX
Gli ingegneri della NSX ebbero una parte importante nel design della McLaren F1, come affermato in una intervista con il designer Gordon Murray: «nel momento in cui ho guidato la NSX tutti i riferimenti alle auto Ferrari, Lamborghini, e Porsche, che avevo usato come riferimento per lo sviluppo della F1, sparirono dalla mia mente. Naturalmente la F1 che volevamo creare avrebbe dovuto essere più veloce della NSX, ma la guidabilità e la qualità della NSX sarebbe diventato il nostro nuovo obiettivo».
La NSX fu la prima auto pubblicizzata come una "everyday supercar" (una supercar per tutti i giorni), grazie alla sua facilità d'uso, alla qualità e alla affidabilità. Lo stesso Murray è stato proprietario di una NSX.

## Nel Motorsport

### Safety Car
Fin dall'inizio della produzione della NSX, la vettura è stata utilizzata come safety car al Circuito di Suzuka, anche per il Gran Premio del Giappone e al Twin Ring Motegi, circuito di proprietà della Honda.

### ADAC GT Cup
Nel 1993 Peter Seikel preparò due Honda NSX per partecipare al campionato tedesco ADAC GT Cup. Omologate per la Classe 1, vennero alleggerite fino a 1256 kg e potenziate per erogare 325 CV di potenza. Affidate ai piloti Armin Hahne e John Nielsen, i quali, come miglior risultato, ottennero una vittoria e un quinto posto nel GP di Zolder. La classifica finale del campionato li vide rispettivamente 3° e 11°, ma l'anno successivo Hahne riuscì a posizionarsi 2°.

### SCCA
L'Acura ha schierato una NSX nel campionato statunitense SCCA tra il 1996 e il 2002. Pilotata da Peter Cunningham, la vettura era dotata di un propulsore 3.2 turbo Vortech ed ottenne 14 vittorie e 26 podi su 50 gare a cui prese parte. Nel 1997 venne anche conquistato il titolo piloti.

### 24 Ore di Le Mans

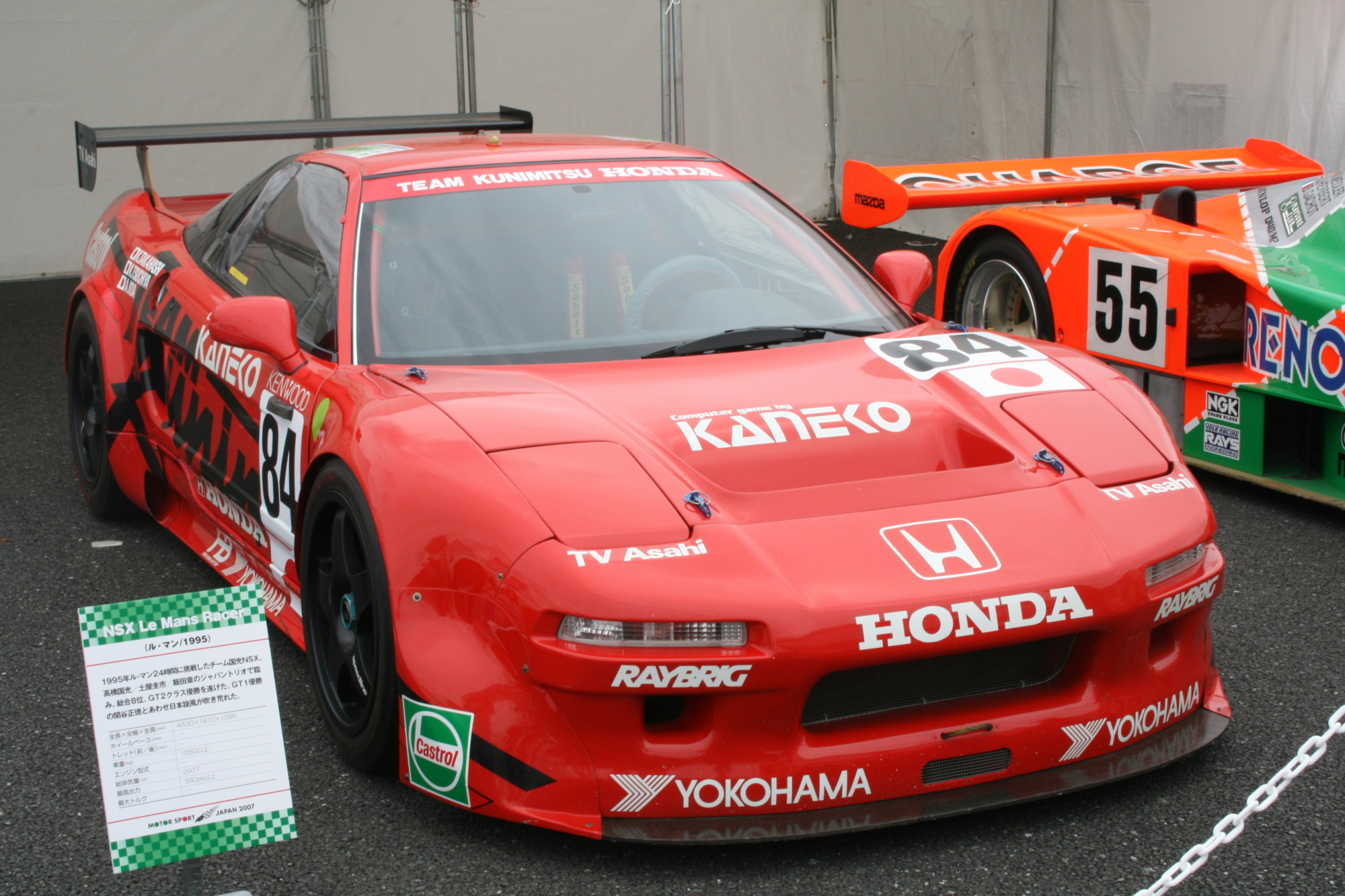
La Honda NSX GT2 del Kunimitsu Team Honda

La NSX corse la 24 Ore di Le Mans nel 1994, 1995 e 1996.
Nella 24 Ore del 1994 vennero iscritte tre NSX-S. Le vetture con i numeri 46, 47 e 48 sono state preparate e gestite dal team Kremer Racing Honda, con il Team cliente Kunimitsu alla guida della vettura numero 47. Tutte erano in classe GT2, e tutte hanno completato la gara, piazzandosi al 14º, al 16º e al 18º posto.
Nella 24 Ore del 1995 vennero iscritte tre NSX. Il Team Honda Factory portò una NSX con motore turbo e una con un motore aspirato, che vennero iscritte nella classe GT1 con i numeri 46 e 47. La numero 46 finì la corsa, ma non si classificò per non essere riuscita a completare il 70% della distanza del vincitore. La numero 47 è stata costretta al ritiro a causa della rottura del cambio e della frizione.
Una terza NSX, numero 84, fu preparata con un motore ad aspirazione naturale e gestita dal Kunimitsu Team Honda nella classe GT2. Questa NSX, guidata da Keiichi Tsuchiya, Akira Iida, e Kunimitsu Takahashi, si piazzò 8° assoluta e prima nella classe GT2 dopo aver completato 275 giri.
Per la 24 Ore del 1996, solo il Team Honda NSX Kunimitsu ritornò con gli stessi piloti. Portò a termine 305 giri per concludere nella posizione 16° assoluta e terza nella classe GT2.

### La NSX nel Super GT

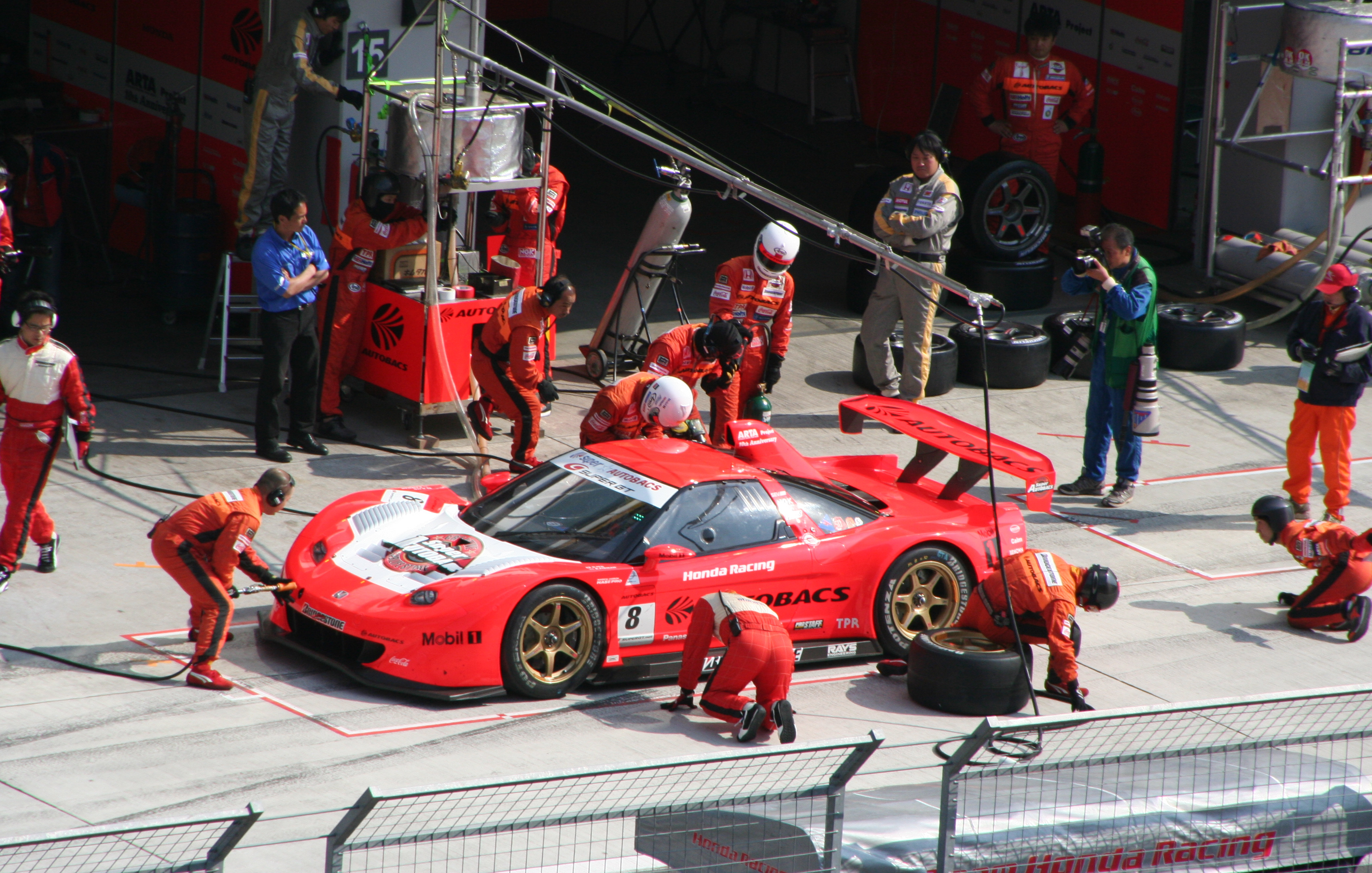
Honda NSX impiegata dal Team Arta Autobacs

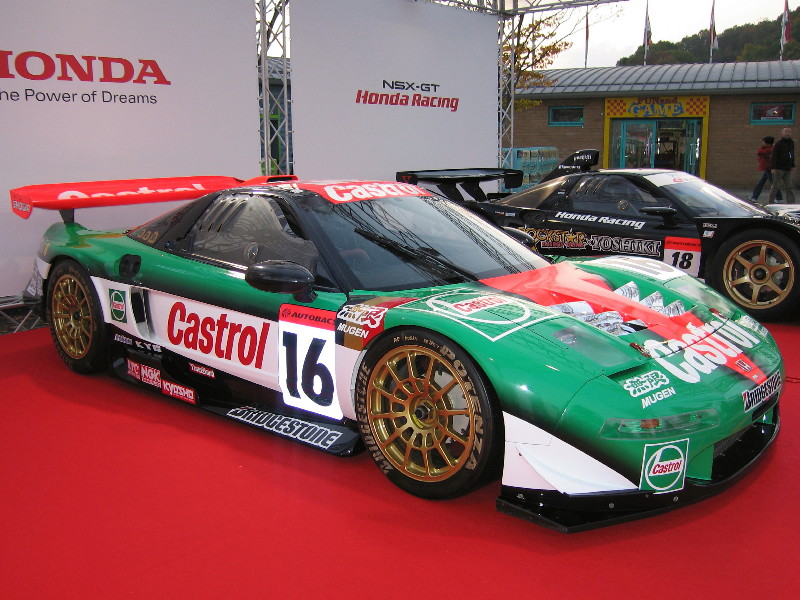
La Castrol Mugen NSX

Per l'uso nel Super GT, la NSX venne sviluppata, oltre che dalla Honda, da altri due importanti aziende nipponiche del settore MotorSport, Dome per il telaio, e Mugen Motorsports per il motore. La carrozzeria venne più volte modificata nel corso del tempo, per motivazioni legate alla deportanza aerodinamica. La modifica più evidente vide il posizionamento del motore V6 montato longitudinalmente anziché trasversalmente come sull'auto di serie. Il cambio si trovava ora nel tunnel centrale sotto la cabina di guida collegato al differenziale posteriore da un giunto cardanico, con una configurazione simile a quella utilizzata nelle moderne Lamborghini. I motori potevano essere sovralimentati o ad aspirazione naturale, a seconda della classe e delle regole.

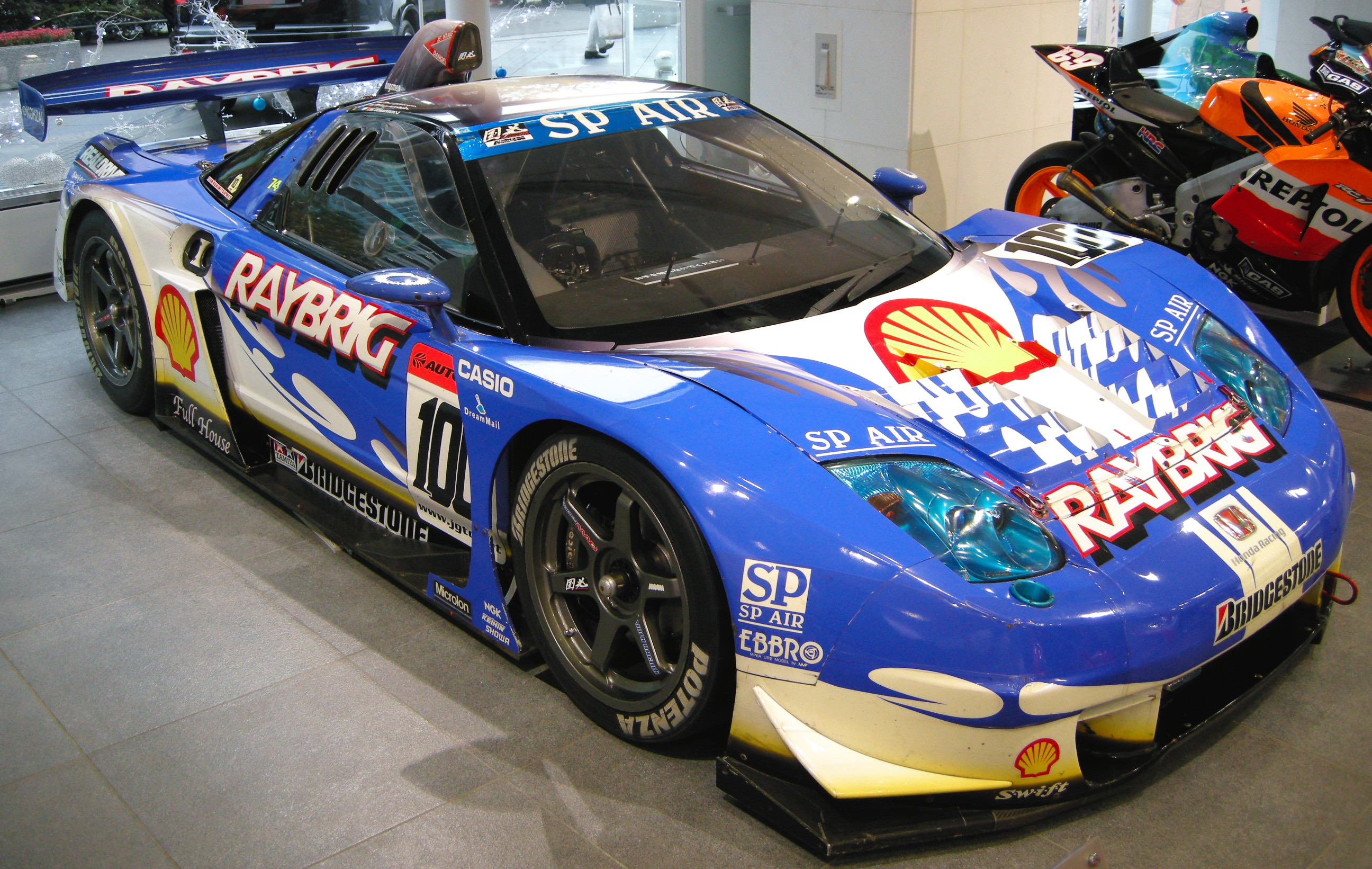
La Honda NSX utilizzata dal team Raybrig

### Specifiche della Honda NSX Super GT
- Telaio: modulare di carbonio estruso, sottoframe in acciaio, l'approvazione JAF.
- Motore: Costruito a mano da Honda, centrale longitudinale, 6 cilindri a V, 3494 cm³, DOHC, 4 valvole per cilindro, raffreddato ad acqua.
- Potenza: 500 Cv
- Carburante: Benzina commerciale ad alti ottani
- Lubrificazione: Mobil 1, BP, MOTUL, Elf
- Alimentazione: iniezione indiretta del carburante
- Interasse: 2530 millimetri
- Lunghezza: 4.610 millimetri
- Larghezza: 1900 mm
- Altezza: 1160 mm
- Peso: Più di 1150 kg
- Capacità serbatoio carburante: 100 litri
- Dischi frizione: AP C / C 5,5 "4
- Freni: Alcon, Performance Friction
- Molle e ammortizzatori: Showa tipo entrobordo doppio braccio oscillante trasversale
- Cambio: Hewland a 6 marce sequenziale.
- Candele: NGK
- Cerchioni: RAYS Engineering, BBS F: 13J-18, R: 13J-18.
- Pneumatici: Bridgestone, Dunlop F: 330/40 R18, R: 330/45 R17 radiali slick.
- Restrittore d'aria di aspirazione: 28,8 mm × 2 millimetri
- Dispositivi di sicurezza: cintura di sicurezza a 5 punti Takata, HANS Device
- Team: Autobacs Racing Team Aguri, Dome Racing, Nakajima Racing, Real Racing, Team Kunimitsu.